# Haspres Coppice Cemetery
Haspres Coppice Cemetery is een Britse militaire begraafplaats met gesneuvelden uit de Eerste Wereldoorlog, gelegen in de Franse gemeente Haspres (Noorderdepartement). De begraafplaats werd ontworpen door William Cowlishaw en ligt 1 km ten zuiden van het centrum van de gemeente (Église Saints-Hughes-et-Achaire) langs de weg naar Villers-en-Cauchies. Het terrein heeft een langgerekte rechthoekige vorm met een oppervlakte van 268 m² en is omgeven door een haag (aan de linkerkant) een laag bakstenen muurtje (rechts). Het Cross of Sacrifice staat vooraan bij de toegang op een sokkel met aan weerszijden enkele traptreden. De graven liggen op een rij tegen de linkerzijde. De begraafplaats wordt onderhouden door de Commonwealth War Graves Commission.
De begraafplaats telt 64 geïdentificeerde Britse graven.

## Geschiedenis
De gemeente Haspres werd na hevige gevechten en met behulp van tanks tijdens het geallieerde eindoffensief op 20 oktober 1918 veroverd. De begraafplaats werd aangelegd door de 1st Rifle Brigade en eenheden van de 49th Division. Alle slachtoffers vielen tussen 13 en 26 oktober 1918 en 50 van hen behoorden tot de 19th Lancashire Fusiliers die sneuvelden op 13 oktober 1918.
- A.M. Knipe, schutter bij het 1st Bn. Rifle Brigade was 17 jaar toen hij op 20 oktober 1918 sneuvelde.